# 贝恩德·克尔克霍夫
贝恩德·克尔克霍夫（德語：Bernd Kerkhoff，20世纪—），德国男子赛艇运动员。他曾代表西德参加英国诺丁汉举办的1975年世界赛艇锦标赛，获得男子轻量级八人单桨有舵手金牌。